# Międzynarodowy Rok Geofizyczny

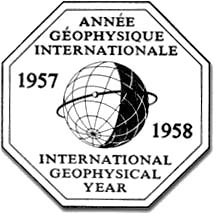
Logo MRG

Międzynarodowy Rok Geofizyczny (MRG, także IGY od ang. International Geophysical Year) – międzynarodowy projekt badawczy, obejmujący różnorodne badania z zakresu geofizyki podejmowane w okresie od 1 lipca 1957 do 31 grudnia 1958 roku. Brało w nim udział łącznie 67 krajów z obu stron żelaznej kurtyny.

## Opis
Międzynarodowy Rok Geofizyczny był rozwinięciem koncepcji Międzynarodowego Roku Polarnego, organizowanego dwukrotnie: odpowiednio 75 i 25 lat wcześniej (w związku z tym spotyka się czasem oznaczenie „III Międzynarodowy Rok Geofizyczny”). Termin wybrano tak, aby badania przeprowadzić w trakcie maksimum aktywności słonecznej. Prace koordynowała Międzynarodowa Rada Nauki, która powołała w tym celu specjalną komisję. Początkowo udział w nim zadeklarowało 46 państw, ale z czasem liczba ta wzrosła do 67. Badania dotyczyły: aktywności słonecznej, fizyki jonosfery, glacjologii, grawimetrii, magnetyzmu ziemskiego, meteorologii, oceanografii, promieniowania kosmicznego, prowadzenia badań przy użyciu rakiet, sejsmologii, wyznaczenia długości i szerokości geograficznej (tj. precyzyjnych pomiarów geodezyjnych) oraz zórz polarnych i poświaty niebieskiej. Ponadto został powołany panel mający za zadanie wysłać sztucznego satelitę na orbitę wokół Ziemi. Prace prowadzono w około 1200 stacjach badawczych; w Antarktyce powstało 28 nowych stacji polarnych, w tym amerykańska Amundsen-Scott i radziecka Wostok.

## Polska aktywność

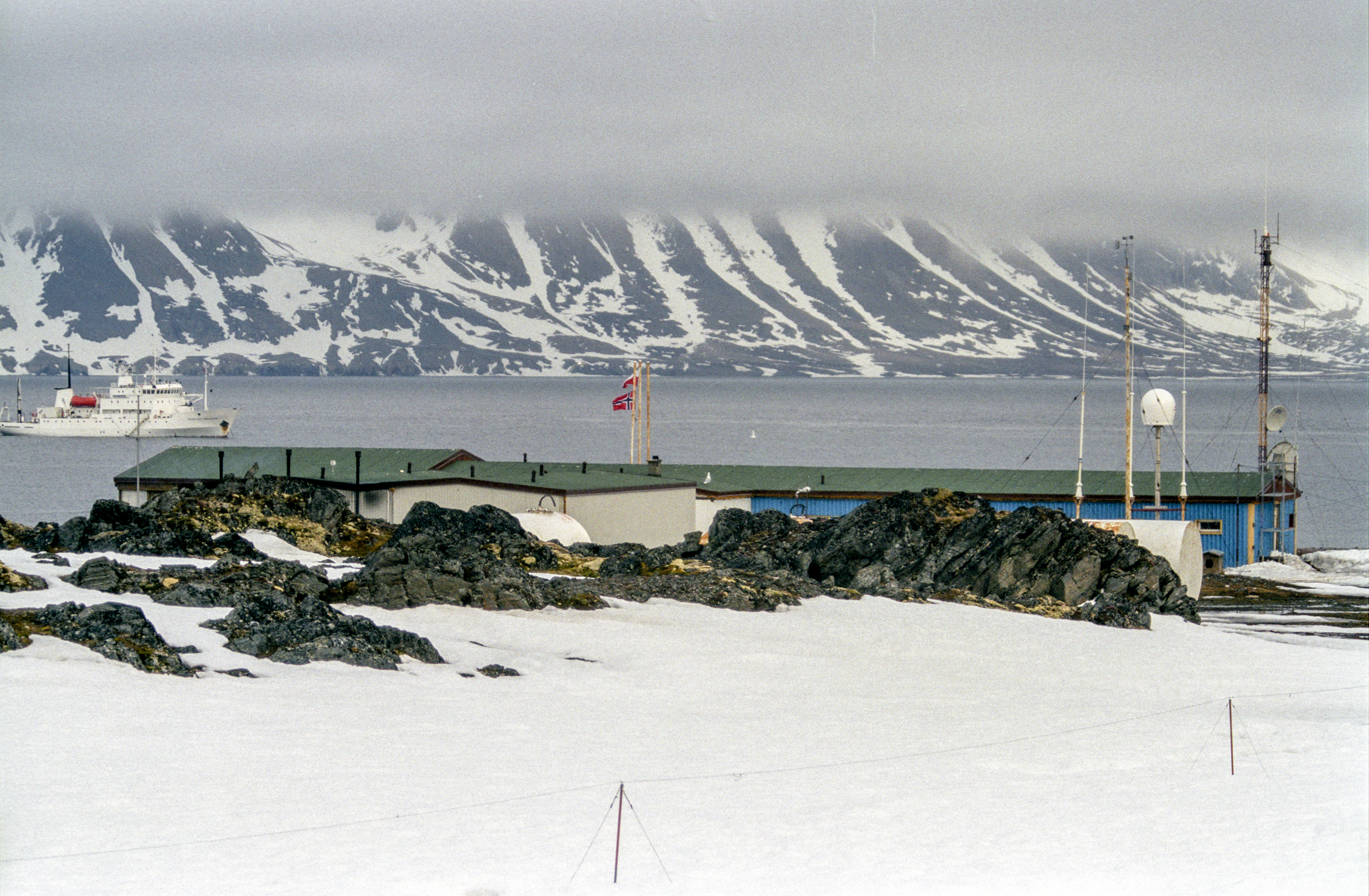
Polska Stacja Polarna Hornsund

Polacy w ramach MRG brali udział w badaniach Arktyki i założyli stację geofizyczną w Wietnamie. Polska Akademia Nauk zorganizowała całoroczną wyprawę badawczą na Spitsbergen, dzięki której powstała Polska Stacja Polarna Hornsund. Polscy uczeni byli także zainteresowani włączeniem się w badania Antarktyki, ale dopiero w 1959 roku dotarli na Antarktydę, otrzymawszy od ZSRR stację im. Dobrowolskiego.

## Rezultaty
W ramach Międzynarodowego Roku Geofizycznego dokonano szeregu istotnych odkryć, w tym: stwierdzono istnienie pasów Van Allena (pasów radiacyjnych) wokół Ziemi, dokonano pierwszych ocen masy lodu Antarktydy i potwierdzono teorię dryfu kontynentów dzięki odkryciu grzbietów śródoceanicznych. Owocem MRG było nawiązanie współpracy między naukowcami z różnych części świata podzielonego przez zimną wojnę, a także powstanie Układu Antarktycznego w 1959 roku. W tym czasie został również wystrzelony pierwszy sztuczny satelita Ziemi, radziecki Sputnik 1, a niedługo potem także amerykański Explorer 1.
Sukces tej inicjatywy sprawił, że przez 1959 rok kontynuowano prace w ramach Międzynarodowej Współpracy Geofizycznej.